# Gravy Train!!!!
Gravy Train!!!! is een Amerikaanse electropopgroep uit Oakland, Californië. De groep is vooral bekend om de expliciet seksuele teksten, die verder gaan dan gebruikelijk bij muziekgroepen. In deze nummers wordt vrouwelijk libido aangemoedigd, evenals recreatief homoseksueel contact. 
De groep heeft getekend bij het fameuze Kill Rock Stars van Slim Moon. 

## Discografie
- The "Menz" EP, 2001
- Hello Doctor, 2003
- HUNX MIX 1, 2004
- Ghost Boobs, 2004
- Stame the Batch (dvd), 2004
- Are You Wigglin?, 2005